# 입암초등학교 (전북)
입암초등학교는 대한민국 전북특별자치도 정읍시 입암면 천원리에 있는 공립 초등학교다.

## 학교 연혁
- 1920.06.01 설립인가
- 1921.08.11 천원공립보통학교 개교(2학급)
- 1923.09.03 4학급으로 개편
- 1938.04.01 입암공립심상소학교로 개칭
- 1941.04.01 입암공립국민학교로 개칭
- 1951.05.24 교사 전소
- 1951.11.14 천원리 6번지로 이전
- 1981.03.10 병설유치원 개원
- 1996.03.01 입암초등학교로 개칭
- 2009.05.19 입암초등학교 개축 준공
- 2023.03.01 제 26대 최낙종 교장 부임
- 2024.02.07 제 100회 졸업식(총 7,755명)
- 2024.03.01 6학급 편성(특수학급 1학급 포함), 병설유치원 1학급 편성